# Фассбендер, Юрген
Юрген Фассбендер (нем. Jürgen Faßbender; род. 28 мая 1948, Весселинг) — германский профессиональный теннисист и спортивный комментатор. Победитель 16 турниров АТР (1 в одиночном и 15 в парном разряде), финалист показательного теннисного турнира Олимпийских игр в Мексике в смешанном парном разряде, чемпион ФРГ на открытых кортах и в помещениях, член сборной ФРГ в Кубке Дэвиса.

## Спортивная карьера
Юрген Фассбендер вырос в семье теннисного тренера и сам начал играть в теннис в десять лет. Его обучение проходило в мёнхенгладбахских клубах HTC и «Шварц-Вайс Рейдт». В 16 лет Юрген выиграл открытый юношеский чемпионат Германии — турнир, у истоков которого за 11 лет до этого стоял его отец. С мая 1968 года Фассбендер начал выступления за сборную ФРГ в Кубке Дэвиса, в свой первый сезон выиграв с ней Европейский зональный отбор и затем уступив в межзональном полуфинале индийцам. В том же году он выиграл свой первый международный теннисный турнир, победив на международном чемпионате Австрии в Кицбюэле в паре с Вильгельмом Бунгертом. На показательном турнире Олимпийских игр в Мексике Фассбендер занял второе место в смешанном парном разряде с Хельгой Ниссен, но проиграл уже в первом круге в остальных разрядах. На следующий год Фассбендер стал чемпионом ФРГ в одиночном разряде на открытых кортах, повторив этот успех через два года, а ещё год спустя выиграв и чемпионат ФРГ в помещениях.
На протяжении следующего десятилетия Юрген Фассбендер провёл 34 игры в 23 матчах за сборную ФРГ, одержав 20 побед, в том числе 14 — в парном разряде, хотя успех 1968 года ни разу повторить не сумел. В индивидуальных открытых турнирах он несколько раз играл в финалах в одиночном разряде, завоевав один титул, но основные его успехи пришлись на мужской парный разряд. С 1972 по 1978 год он выиграл 15 международных турниров, в основном в паре с Карлом Майлером и Гансом-Юргеном Поманом. Дважды — в 1973 и 1975 годах — Фассбендер становился полуфиналистом Уимблдонского турнира в мужском парном разряде (сначала с Майлером, а затем с Поманом), а в 1973 году аналогичного результата добился и в Открытом чемпионате Франции (с Поманом). Точно место Фассбендера среди лучших парных игроков того времени установить нельзя, поскольку рейтинг ATP для пар был введён только после окончания его игровой карьеры, но, по его собственным словам, в определённый момент они с Майлером считались одной из десяти сильнейших пар Европы. В годы выступлений Фассбендер завоевал уважение коллег джентльменским поведением на корте и был лауреатом многочисленных наград за честную игру.
По окончании выступлений Фассбендер остался в спорте, но в других ролях. Он работал тренером спортшколы и спортивного парка в Карлсруэ, а также профессиональным спортивным комментатором. В качестве тренера спортивного клуба «Баден» он занимался в том числе и подготовкой юного Бориса Беккера. На протяжении определённого времени Фассбендер работал торговым агентом итальянской фирмы спортивного оборудования, а позже открыл спортивный курорт во Флориде. В 2001 году Фассбендер взял на работу тренером в Карлсруэ другого известного теннисиста 70-х годов — американца Роско Таннера, в дальнейшем устроив того в теннисный клуб «Вольфсберг».

## Финалы за карьеру

### Одиночный разряд (1-4)
| Результат | №  | Дата            | Турнир                   | Покрытие | Соперник в финале | Счёт в финале      |
| --------- | -- | --------------- | ------------------------ | -------- | ----------------- | ------------------ |
| Поражение | 1. | 25 июля 1972    | Дюссельдорф, ФРГ         | Грунт    | Илие Настасе      | 0-6, 2-6, 1-6      |
| Поражение | 2. | 9 июля 1973     | Дюссельдорф (2)          | Грунт    | Ганс-Юрген Поман  | 2-6, 3-6, 3-6      |
| Поражение | 3. | 3 марта 1974    | Парамес, Нью-Джерси, США | (i)      | Сэнди Майер       | 1-6, 3-6           |
| Победа    | 1. | 15 мая 1974     | Мюнхен, ФРГ              | Грунт    | Франсуа Жоффре    | 6-2, 5-7, 6-1, 6-4 |
| Поражение | 4. | 17 февраля 1975 | Бока-Ратон, Флорида, США | Хард     | Джимми Коннорс    | 4-6, 2-6           |

### Парный разряд (15-19)
| Результат | №   | Дата            | Турнир                                | Покрытие  | Партнёр          | Соперники в финале                   | Счёт в финале              |
| --------- | --- | --------------- | ------------------------------------- | --------- | ---------------- | ------------------------------------ | -------------------------- |
| Поражение | 1.  | 11 августа 1969 | Открытый чемпионат Германии, Гамбург  | Грунт     | Жан-Клод Барклай | Том Оккер Марти Риссен               | 1-6, 2-6, 4-6              |
| Поражение | 2.  | 24 июня 1972    | Лондон (Queen’s Club), Великобритания | Трава     | Карл Майлер      | Джим Макманус Джим Осборн            | 6-4, 3-6, 5-7              |
| Победа    | 1.  | 22 июля 1972    | Открытый чемпионат Австрии, Кицбюэль  | Грунт     | Ганс-Юрген Поман | Мэл Андерсон Джефф Мастерс           | 7-6, 6-4, 6-4              |
| Победа    | 2.  | 17 января 1973  | Бирмингем, Алабама, США               | Хард      | Пат Крамер       | Кларк Гребнер Ион Цириак             | 6-4, 7-5                   |
| Поражение | 3.  | 18 февраля 1973 | Солсбери, Мэриленд, США               | Хард (i)  | Хуан Хисберт     | Кларк Гребнер Илие Настасе           | 6-2, 4-6, 3-6              |
| Победа    | 3.  | 11 июня 1973    | Открытый чемпионат Германии, Гамбург  | Грунт     | Ганс-Юрген Поман | Мануэль Орантес Ион Цириак           | 7-6, 7-6, 7-6              |
| Поражение | 4.  | 21 октября 1973 | Манила, Филиппины                     | Хард      | Ганс-Юрген Поман | Марсельо Лара Шервуд Стюарт          |                            |
| Поражение | 5.  | 18 ноября 1973  | Крайстчерч, Новая Зеландия            |           | Джефф Симпсон    | Ананд Амритрадж Фред Макнейр         | без игры                   |
| Победа    | 4.  | 27 января 1974  | Омаха, США                            |           | Карл Майлер      | Ким Уорик Иэн Флетчер                | 6-2, 6-4                   |
| Победа    | 5.  | 3 февраля 1974  | Балтимор, Мэриленд, США               | Ковёр (i) | Карл Майлер      | Кларк Гребнер Оуэн Дэвидсон          | 7-6, 7-5                   |
| Победа    | 6.  | 10 февраля 1974 | Норт-Литл-Рок, Арканзас, США          | Ковёр (i) | Карл Майлер      | Витас Герулайтис Боб Хьюитт          | 6-0, 6-2                   |
| Победа    | 7.  | 17 марта 1974   | Калгари, Канада                       | (i)       | Карл Майлер      | Хайро Веласко Иван Молина            | 6-4, 6-4                   |
| Победа    | 8.  | 27 марта 1974   | Темпе, Аризона, США                   | Хард      | Карл Майлер      | Ким Уорик Иэн Флетчер                | 4-6, 6-4, 7-5              |
| Поражение | 6.  | 15 мая 1974     | Мюнхен, ФРГ                           | Грунт     | Ганс-Юрген Поман | Антонио Муньос Мануэль Орантес       | 6-2, 4-6, 6-7, 2-6         |
| Победа    | 9.  | 20 мая 1974     | Открытый чемпионат Германии (2)       | Грунт     | Ганс-Юрген Поман | Брайан Готтфрид Рауль Рамирес        | 6-3, 6-4, 6-4              |
| Поражение | 7.  | 5 августа 1974  | Индианаполис, США                     | Грунт     | Ганс-Юрген Поман | Джимми Коннорс Илие Настасе          | 7-6, 3-6, 4-6              |
| Поражение | 8.  | 12 августа 1974 | Открытый чемпионат Канады, Монреаль   | Хард      | Ганс-Юрген Поман | Гильермо Вилас Мануэль Орантес       | 1-6, 6-2, 2-6              |
| Поражение | 9.  | 3 ноября 1974   | Джакарта, Индонезия                   | Хард      | Ганс-Юрген Поман | Роско Таннер Исмаил эль-Шафей        | 5-7, 3-6                   |
| Победа    | 10. | 20 января 1975  | Бирмингем, Алабама (2)                | Ковёр (i) | Карл Майлер      | Колин Даудсвелл Джон Юилл            | 6-1, 3-6, 7-6              |
| Поражение | 10. | 17 февраля 1975 | Бока-Ратон, Флорида, США              | Хард      | Ион Цириак       | Кларк Гребнер Хуан Хисберт           | 2-6, 1-6                   |
| Поражение | 11. | 4 марта 1975    | Лондон (WCT), Великобритания          | Ковёр (i) | Ганс-Юрген Поман | Паоло Бертолуччи Адриано Панатта     | 3-6, 4-6                   |
| Победа    | 11. | 7 июля 1975     | Открытый чемпионат Швейцарии, Гштад   | Грунт     | Ганс-Юрген Поман | Колин Даудсвелл Кен Розуолл          | 6-4, 9-7, 6-1              |
| Поражение | 12. | 18 августа 1975 | Колумбус, США                         | Хард      | Ганс-Юрген Поман | Боб Лутц Стэн Смит                   | 2-6, 7-6, 3-6              |
| Поражение | 13. | 10 ноября 1975  | Буэнос-Айрес, Аргентина               | Грунт     | Ганс-Юрген Поман | Паоло Бертолуччи Адриано Панатта     | 6-7, 7-6, 4-6              |
| Поражение | 14. | 4 мая 1976      | Мюнхен (2)                            | Грунт     | Ганс-Юрген Поман | Мануэль Орантес Хуан Хисберт         | 6-1, 3-6, 2-6, 3-2 — отказ |
| Поражение | 15. | 20 июня 1976    | Западный Берлин                       | Хард      | Ганс-Юрген Поман | Патрисио Корнехо Жюльен Мюно         | 5-7, 1-6                   |
| Победа    | 12. | 4 июля 1976     | Открытый чемпионат Швейцарии (2)      | Грунт     | Ганс-Юрген Поман | Паоло Бертолуччи Адриано Панатта     | 7-5, 6-3, 6-3              |
| Поражение | 16. | 18 июля 1976    | Открытый чемпионат Австрии, Кицбюэль  | Грунт     | Ганс-Юрген Поман | Иржи Гржебец Ян Кодеш                | 7-6, 2-6, 4-6              |
| Победа    | 13. | 16 мая 1977     | Дюссельдорф, ФРГ                      | Грунт     | Карл Майлер      | Пол Кронк Клифф Летчер               | 6-3, 6-3                   |
| Победа    | 14. | 3 июля 1977     | Открытый чемпионат Швейцарии (3)      | Грунт     | Карл Майлер      | Колин Даудсвелл Боб Хьюитт           | 6-4, 7-6                   |
| Поражение | 17. | 5 марта 1978    | Лагос, Нигерия                        | Грунт     | Колин Даудсвелл  | Саши Менон Джордж Харди              | 3-6, 6-3, 5-7              |
| Поражение | 18. | 23 May 1978     | Мюнхен (3)                            | Грунт     | Том Оккер        | Гильермо Вилас Ион Цириак            | 6-3, 4-6, 6-7              |
| Победа    | 15. | 25 июня 1978    | Западный Берлин                       | Грунт     | Колин Даудсвелл  | Ганс Гильдемайстер Желько Франулович | 6-3, 6-4                   |
| Поражение | 19. | 22 мая 1979     | Мюнхен (4)                            | Грунт     | Жан-Луи Хайе     | Том Оккер Войтек Фибак               | 6-7, 5-7                   |